# Slántsy
Slántsy (en ruso: Сла́нцы) es una localidad ubicada al oeste del óblast de Leningrado (Rusia), junto a la frontera con Estonia. Es el centro administrativo del raión de Slántsy.  Está situada a orillas del río Plyussa, 192 km al oeste de San Petersburgo. Cuenta con una población de 34 437 habitantes (2010).
Oficialmente, se fundó en 1934, en la zona de antiguos asentamientos rurales, como aldea para los obreros de una mina de esquisto, inaugurada años antes. Adquirió el estatus de gorod (ciudad) en 1949.
El nombre de la localidad es la palabra rusa para "esquisto". La ciudad se mantuvo en gran medida por la economía minera, como se muestra en su escudo de armas, y el combustible resultante se utilizó para iluminar las calles de San Petersburgo en el siglo XIX. Actualmente las minas se encuentran cerradas debido al decremento en la demanda local, y a desacuerdos en los contratos con la vecina Estonia. Esto ha derivado en una tasa de desempleo a gran escala en la región. Además, las minas en desuso constituyen una grave amenaza ecológica para el suministro hídrico de la región.